# John Allen (Politiker)
John Allen (* 12. Juni 1763 in Great Barrington, Berkshire County, Province of Massachusetts Bay; † 31. Juli 1812 in Litchfield, Connecticut) war ein US-amerikanischer Politiker. Zwischen 1797 und 1799 vertrat er den Bundesstaat Connecticut im US-Repräsentantenhaus.

## Werdegang
John Allen besuchte die öffentlichen Schulen seiner Heimat. Nach einem anschließenden Jurastudium an der Litchfield Law School und seiner im Jahr 1786 erfolgten Zulassung als Rechtsanwalt begann er in Litchfield in seinem neuen Beruf zu praktizieren. Allen wurde Ende der 1790er Jahre Mitglied der von Alexander Hamilton gegründeten Föderalistischen Partei. Zwischen 1793 und 1796 war er Abgeordneter im Repräsentantenhaus von Connecticut.
Bei den Kongresswahlen des Jahres 1796, die staatsweit abgehalten wurden, wurde Allen für das sechste Abgeordnetenmandat von Connecticut in das US-Repräsentantenhaus gewählt. Dort trat er am 4. März 1797 die Nachfolge von Zephaniah Swift an. Da er aber bereits bei den nächsten Wahlen auf eine weitere Kandidatur verzichtete, konnte er bis zum 3. März 1799 nur eine Legislaturperiode im Kongress absolvieren.
Nach seiner Zeit im Repräsentantenhaus war Allen zwischen 1800 und 1806 Mitglied des Staatsrates sowie des Supreme Court of Errors. Anschließend war er bis zu seinem Tod im Juli 1812 in Litchfield wieder als Anwalt tätig. Sein Sohn John (1802–1887) saß zwischen 1837 und 1841 für den Staat Ohio im US-Repräsentantenhaus.